# Legio XXVIIII (Cesare)
È una delle cinque legioni creata da Gaio Giulio Cesare nel 49/48 a.C. insieme alle Legio XXV, XXVII, XXIII e XXX arruolate tra i cittadini italici, una tra queste cinque legioni è nota nelle fonti come Legio Martia.
La Legio Martia era formata interamente da cittadini Marsi che erano considerati valorosi e tenaci guerrieri. Il nome dei Marsi e della loro terra Marsia indica appunto l'appartenenza a Marte Dio della Guerra, nome dato dai Romani a questo popolo, gli italici mai conquistati, l'unico insediamento romano che si affacciava alle terre della Marsia è stato Alba Fucens nel 304/303 a.C.
Lo studioso britannico Lawrence Keppie ritiene peraltro, pur non escludendo altre ipotesi, che non la XXVIIII ma la XXV legione potrebbe essere identificata con la Legio Martia.
Era presente nella campagna d'Africa di Cesare del 47-46 a.C.
Lo stesso autore indica che la XXVIIII (o XXIX) legione si trovava in Africa al momento della morte di Cesare, mentre in seguito avrebbe fatto parte del corpo di spedizione trasferito in Grecia da Marco Antonio e Cesare Ottaviano per combattere contro i cesaricidi e quindi dovrebbe aver partecipato alla battaglia di Filippi che si concluse con la decisiva vittoria dei triumviri. 